# Повтарёва, Ольга
Ольга Повтарёва (род. 6 декабря 1973) — российская легкоатлетка, специалистка по бегу на короткие дистанции. Выступала на профессиональном уровне в 1997—2002 годах, победительница и призёрка первенств всероссийского значения, участница чемпионата мира в Афинах. Представляла Ростовскую область.

## Биография
Ольга Повтарёва родилась 6 декабря 1973 года. Занималась лёгкой атлетикой в Ростовской области, выступала за Вооружённые силы.
Впервые заявила о себе в сезоне 1997 года, когда выиграла серебряную медаль в беге на 100 метров на Мемориале братьев Знаменских в Москве и бронзовую медаль в беге на 200 метров на чемпионате России в Туле. Благодаря череде удачных выступлений вошла в основной состав российской сборной и удостоилась права защищать честь страны на чемпионате мира в Афинах — в программе эстафеты 4 × 100 метров вместе с соотечественницами Мариной Транденковой, Екатериной Лещёвой и Галиной Мальчугиной стала пятой. Будучи студенткой, представляла Россию на Всемирной Универсиаде в Катании, где в 100-метровой дисциплине дошла до стадии полуфиналов.
В 1998 году на дистанции 100 метров одержала победу на открытом чемпионате Москвы.
В 2001 году с командой Ростовской области выиграла бронзовую медаль в эстафете 4 × 100 метров на чемпионате России в Туле, в беге на 100 метров была лучшей на Мемориале Куца и чемпионате России среди военнослужащих в Москве.
В 2002 году в дисциплине 100 метров стала пятой на чемпионате России в Туле и восьмой на Мемориале братьев Знаменских в Туле. По окончании сезона завершила спортивную карьеру.